# Addis Foto Fest
Addis Foto Fest je fotografický festival, který se koná každé dva roky v Addis Abebě v Etiopii. Koná se v průběhu jednoho týdne v prosinci.

## Historie
Festival založila v roce 2010 Aida Muluneh a nadále ho organizuje společnost, kterou založila, DESTA for Africa Creative Consulting.
V roce 2010 se účastnili čtyři fotografové, v roce 2014 jich bylo 95, a v roce 2016 jich bylo celkem 126.